# Saint-Yaguen
Saint-Yaguen é uma comuna francesa na região administrativa da Nova Aquitânia, no departamento Landes. Estende-se por uma área de 38,62 km². Em 2010 a comuna tinha 642 habitantes (densidade: 16,6 hab./km²).